# Округ Брукс (Тексас)
Округ Брукс (енгл. Brooks County) је округ у америчкој савезној држави Тексас. По попису из 2010. године број становника је 7.223.

## Демографија
Према попису становништва из 2010. у округу је живело 7.223 становника, што је 753 (9,4%) становника мање него 2000. године.
| Група             | 2000.         | 2010.         |
| Белци             | 633 (7,9%)    | 573 (7,9%)    |
| Афроамериканци    | 15 (0,2%)     | 37 (0,5%)     |
| Азијати           | 7 (0,1%)      | 21 (0,3%)     |
| Хиспаноамериканци | 7.304 (91,6%) | 6.590 (91,2%) |
| Укупно            | 7.976         | 7.223         |